# Jesse Schultz
Jesse Schultz, född 28 september 1982 i Strasbourg i Saskatchewan, är en kanadensisk ishockeyspelare som spelar för det tyska DEL2-laget SC Riessersee. Han började spela i WHL-laget Tri-City Americans 1999-2000. Efter det har han bland annat spelat i Vancouver Canucks, Chicago Wolves, Minnesota Wild, Houston Aeros och IF Björklöven. I IF Björklöven spelade han som forward.

## Tidigare klubbar
- Tri-City Americans (1999-2001)
- Prince Albert Raiders (2000/2001)
- Kelowna Rockets (2001-2003)
- Columbia Inferno (2003/2004)
- Manitoba Moose (2004-2007)
- Vancouver Canucks (2006/2007)
- Chicago Wolves (2007/2008)
- Houston Aeros (2008/2009)
- IF Björklöven (2009/2010)
- Nürnberg Ice Tigers (2009/2010)
- SG Cortina (2010/2011)
- Rapid City Rush (2011/2012)
- Hockey Milano Rossoblu (2012/2013)
- Rapid City Rush (2012-2015)
- SC Riessersee (2015-)